# Acto Institucional Número Diez
El Acto Institucional Número Diez, o AI-10, fue decretado el 16 de mayo de 1969 por el presidente Costa e Silva, apenas 20 días después del AI-9, lo que da idea del desorden legal en que vivió la dictadura militar brasileña surgida en 1964. El decreto anterior, publicado el 25 de abril de 1969, establecía estrictas reglas para la aplicación de la reforma agraria, un concepto revolucionario pero con tinte profundamente conservador.

## Disposiciones legales
En este nuevo acto institucional se determinaba que los ceses, suspensiones de derechos políticos y despidos de funcionarios públicos como consecuencia de actos institucionales anteriores acarrearía la pérdida de todos los derechos o funciones en la administración pública, de manera directa o indirecta, así como en instituciones de enseñanza e investigación o en organizaciones consideradas de interés nacional.
En la práctica, esto significaba que los funcionarios y trabajadores de las administraciones públicas, cualesquiera que fuera su puesto, no podrían manifestarse ni hacer declaraciones públicas contra la dictadura militar bajo pena de despido, además de perder sus derechos civiles y políticos.
En julio de 1969 cesados de sus puestos más de 500 personas, con puniciones que comprendían desde el despido hasta el registro de sus domicilios a cualquier hora del día o de la noche. Funcionarios de carrera del Congreso Nacional y de las asambleas provinciales y municipales fueron cesados de manera sumaria. Periodistas, militares, diplomáticos, médicos, abogados y profesores, fueron detenidos sin razones claras. Algunos sufrieron prisión.